# 扎托卡 (哈尔科夫州)
49°59′34″N 36°56′22″E / 49.99278°N 36.93944°E
扎托卡（烏克蘭語：Затока），2024年9月前名为佩爾紹特拉夫內韋（烏克蘭語：Першотравневе），是位於烏克蘭東部的村莊，由哈爾科夫州丘胡伊夫区的佩切尼希市鎮負責管轄。該村始建於1929年，面積0.35平方公里，海拔高度106米，2001年人口9，人口密度每平方公里25.71人。
2024年9月19日，乌克兰最高拉达将此村的名字改为扎托卡。